# Weyes Blood
Natalie Laura Mering (Santa Mônica, Califórnia, 11 de junho de 1988), conhecida profissionalmente por seu nome artístico Weyes Blood, é uma cantora, compositora e multi-instrumentista estadunidense. Desde o inicio de sua carreira, sua música passou por mudanças significativas. Ela esteve envolvida na cena underground de noise music e foi durante um breve momento baixista do grupo Jackie-O Motherfucker, de Portland, Oregon e era vocalista da banda Satanized.
Como Weyes Bluhd, fez três álbuns auto-lançados, alterando seu nome para Weyes Blood a partir do lançamento de The Outside Room (2011) pela micro-gravadora Not Not Fun Records. Ela então assinou um contrato de gravação com a gravadora independente Mexican Summer, lançando The Innocents (2014) e Front Row Seat to Earth (2016). Ela lançou seu quarto álbum de estúdio, Titanic Rising (2019) na Sub Pop, com aclamação da crítica. Seu quinto álbum de estúdio, And in the Darkness, Hearts Aglow, foi lançado pela mesma gravadora em 18 de novembro de 2022.

## Biografia
Mering nasceu em Santa Mônica, Califórnia, e cresceu em Doylestown, na Pensilvânia. Tanto seus irmãos como os seus pais são músicos e a música teve um papel importante em sua criação. Seu irmão mais velho, Zak Mering, também é um produtor e compositor sob o codinome "Raw Thrills".
Aos 15 anos, Mering começou a usar o apelido de Wise Blood para escrever músicas. Ela usou o nome Weyes Bluhd em vários discos lançados antes de mudar para Weyes Blood. Ela tirou o nome do romance de Flannery O'Connor, Wise Blood. Ao mesmo tempo em que trabalhava no seu próprio material, ela excursionou pela cena musical underground com as bandas Jackie-O Motherfucker e Nautical Almanac.
Em 2011, ela lançou o álbum The Outside Room como Weyes Blood And The Dark Juices pela gravdora Not Not Fun Records. A revista Uncut descreveu o álbum como "a vibração é devocional e etérea, mas com uma vantagem", enquanto o Beatbots achou "um álbum impressionante e ambicioso". Em 21 de outubro de 2014, Natalie lançou seu segundo álbum chamado The Innocents, que foi lançado através da gravadora México Summer. O álbum foi gravado na área rural da Pensilvânia, no apartamento de Mering e no Gary's Electric Studio em Greenpoint, Brooklyn. O álbum inclui contribuições de Jacob Brunner na bateria e James Strong no baixo. Mering descreveu o tema do álbum como "É sobre o amor jovem. É sobre o meu primeiro relacionamento real que foi realmente errado".
Em 2016 ela lançou o álbum Front Row Seat to Earth no verão mexicano com grande sucesso em toda a indústria da música, e passou os últimos anos em turnê pela Europa e Estados Unidos. A NPR escreveu que o álbum reexamina "a intimidade e o idealismo de maneiras que mostram o presente de Mering para medir e mediar emoções inebriantes".
Em 12 de fevereiro de 2019, Mering anunciou que iria lançar um novo álbum intitulado Titanic Rising e que estava disponível para pré-encomenda em seu site, juntamente com as datas de sua turnê. O álbum foi lançado em 5 de abril de 2019 através da gravadora Sub Pop.

## Discografia

### Álbuns de estúdio
| 2011                                                                                                  | The Outside Room - Lançamento: 10 de maio - Formatos: LP, Download digital                                    | —   | —  | —  | —  |
| 2014                                                                                                  | The Innocents - Lançamento: 21 de outubro - Formatos: LP, download digital                                    | —   | —  | —  | —  |
| 2016                                                                                                  | Front Row Seat to Earth - Lançamento: 21 de outubro - Formatos: LP, CD, download digital                      | —   | 23 | —  | —  |
| 2019                                                                                                  | Titanic Rising - Lançamento: 5 de abril - Formatos: LP, CD, cassette, download digital                        | 34  | 3  | 68 | 37 |
| 2022                                                                                                  | And in the Darkness, Hearts Aglow - Lançamento: 18 de Novembro - Formatos: LP, CD, cassette, download digital | 111 | 1  | 27 | —  |
| "—" denota itens que não conseguiram entrar nas tabelas musicais ou não foram lançados no território. | |     |    |    |    |

### Extended plays (EP)
| Ano  | Detalhes do EP                                                                                    |
| ---- | ------------------------------------------------------------------------------------------------- |
| 2011 | Angels in America / Weyes Blood Split - Lançamento: 15 de agosto - Formatos: LP, download digital |
| 2015 | Cardamom Times - Lançamento: 19 de outubro - Formatos: LP, download digital                       |
| 2017 | Myths 002 (junto com Ariel Pink) - Lançamento: 27 de janeiro - Formatos: LP, download digital     |

### Singles
| Ano  | Single                                 | Álbum          |
| ---- | -------------------------------------- | -------------- |
| 2015 | "Cardamom"                             | Cardamom Times |
| 2017 | "Tears on Fire" (junto com Ariel Pink) | Myths 002      |
| 2017 | "A Certain Kind"/"Everybody's Talking" | —              |
| 2019 | "Andromeda"                            | Titanic Rising |
| 2019 | "Everyday"                             | Titanic Rising |
| 2019 | "Movies"                               | Titanic Rising |

### Colaborações
| Ano  | Música                            | Álbum                   | Artista           |
| ---- | --------------------------------- | ----------------------- | ----------------- |
| 2008 | "Jesse's Party"                   | Together Again          | Raw Thrills       |
| 2008 | "I Lost Something in the Hills"   | Drugs                   | Raw Thrills       |
| 2011 | "Where"                           | So Post                 | Raw Thrills       |
| 2013 | "One Side Art"                    | Essential Thrills       | Raw Thrills       |
| 2012 | "Early Birds of Babylon"          | Mature Themes           | Ariel Pink        |
| 2015 | "The Chat"                        | Timeline                | Mild High Club    |
| 2017 | "Suddenly"                        | The End of Comedy       | Drugdealer        |
| 2017 | "The End of Comedy"               | The End of Comedy       | Drugdealer        |
| 2017 | "Sides"                           | No Shape                | Perfume Genius    |
| 2017 | "Friend of Lindy Morrison"        | Bravado                 | Kirin J Callinan  |
| 2018 | "Blessed Be the Meek (Let Me Be)" | Mondo Combo             | Raw Thrills       |
| 2018 | "God's Favorite Customer"         | God's Favorite Customer | Father John Misty |
| 2018 | "Grey Area"                       | Like a Baby             | Jerry Paper       |
| 2019 | "Honey"                           | Raw Honey               | Drugdealer        |
| 2020 | "My God"                          | Imploding the Mirage    | The Killers       |